# تاتسویا یازاوا
تاتسویا یازاوا (انگلیسی: Tatsuya Yazawa؛ زادهٔ ۳ اکتبر ۱۹۸۴) بازیکن فوتبال اهل ژاپن است.
از باشگاه‌هایی که در آن بازی کرده‌است می‌توان به باشگاه فوتبال کاشیوا ریسول، باشگاه فوتبال جف یونایتد ایچیهارا چیبا، باشگاه فوتبال توکیو، و باشگاه فوتبال جف یونایتد ایچیهارا چیبا اشاره کرد.
وی همچنین در تیم ملی فوتبال زیر ۲۰ سال ژاپن بازی کرده‌است.